# 159 (عدد)
159 هو عدد صحيح. طبيعي بين 158 و160

## في الرياضيات

### خصائص
- 159عدد فردي
- 159عدد ناقص
- 159 عدد مضلعي (54 أضلاع-...)